# Macromitrium mauritianum
Macromitrium mauritianum là một loài rêu trong họ Orthotrichaceae. Loài này được Schwägr. mô tả khoa học đầu tiên năm 1827.